# The Impossible
The Impossible (originaltitel: Lo imposible) är en engelskspråkig spansk katastrof-dramafilm från 2012, regisserad av Juan Antonio Bayona och skriven av Sergio G. Sánchez. Filmen bygger på María Belóns upplevelser under Tsunamin i Indiska oceanen 2004. I huvudrollerna återfinns Naomi Watts, Ewan McGregor och Tom Holland.
Naomi Watts nominerades till en Oscar för bästa kvinnliga huvudroll.

## Handling
Maria, Henry och deras tre söner är på semester i Thailand. När familjen njuter vid poolen slits paradiset i bitar av den enorma våg, som drar med sig allt i dess väg och splittrar familjen.
Filmen visar hur familjen kämpar för sitt liv, men också hur främlingar hjälper och stöttar varandra, för att överleva tillsammans.

## Rollista
| Naomi Watts         | – Maria Bennett     |
| Ewan McGregor       | – Henry Bennett     |
| Tom Holland         | – Lucas Bennett     |
| Samuel Joslin       | – Thomas Bennett    |
| Oaklee Pendergast   | – Simon Bennett     |
| Marta Etura         | – Simone            |
| Sönke Möhring       | – Karl Schweber     |
| Geraldine Chaplin   | – den äldre kvinnan |
| Johan Sundberg      | – Daniel            |
| Jan Roland Sundberg | – Daniels far       |
| Douglas Johansson   | – Mr. Benström      |